# Сорочинка (село, Плавский район)
Сорочинка — село в Плавском районе Тульской области России.
В рамках административно-территориального устройства является центром Сорочинского сельского округа Плавского района, в рамках организации местного самоуправления включается в Камынинское сельское поселение.

## География

Памятник павшим в ВОВ, Сорочинка

Расположено в 10 км к востоку от города Плавска и в 59 км к юго-западу от центра Тулы.

## Население
| 2002 | 2010 |
| ---- | ---- |
| 487  | ↘440 |

Население — 440 чел. (2010).